# Атенвајлер
Атенвајлер (њем. Attenweiler) општина је у њемачкој савезној држави Баден-Виртемберг. Једно је од 45 општинских средишта округа Биберах. Према процјени из 2010. у општини је живјело 1.735 становника. Посједује регионалну шифру (AGS) 8426011.

## Географски и демографски подаци
Атенвајлер се налази у савезној држави Баден-Виртемберг у округу Биберах. Општина се налази на надморској висини од 596 метара. Површина општине износи 27,2 km². У самом мјесту је, према процјени из 2010. године, живјело 1.735 становника. Просјечна густина становништва износи 64 становника/km².